# Calle Torres (Sevilla)
La calle Torres es una vía pública de la ciudad española de Sevilla.

## Descripción
La vía discurre desde la calle Antonio Susillo hasta Escoberos, donde conecta con Fray Luis Sotelo. Se conoció en el pasado como «calle de Francisco Torres» y se quedó luego tan solo con el apellido en el título. Aparece descrita en la Noticia histórica del origen de los nombres de las calles de esta ciudad de Sevilla (1839) de Félix González de León con las siguientes palabras:

Calle Torres. En el mismo cuartel que la anterior,  y en la parroquia Omnium Sanctorun, está esta calle que en padrones antiguos la encuentro llamada de Francisco Torres, que indica que este seria el que le dió el nombre, mas no sé quien fuese. Nada tiene de particular. Pasa desde calle Gallinas, por detras de san Basilio y sale á la calle de santa Isabel.
(González de León, 1839b, pp. 440-441)